# Blombosgrot

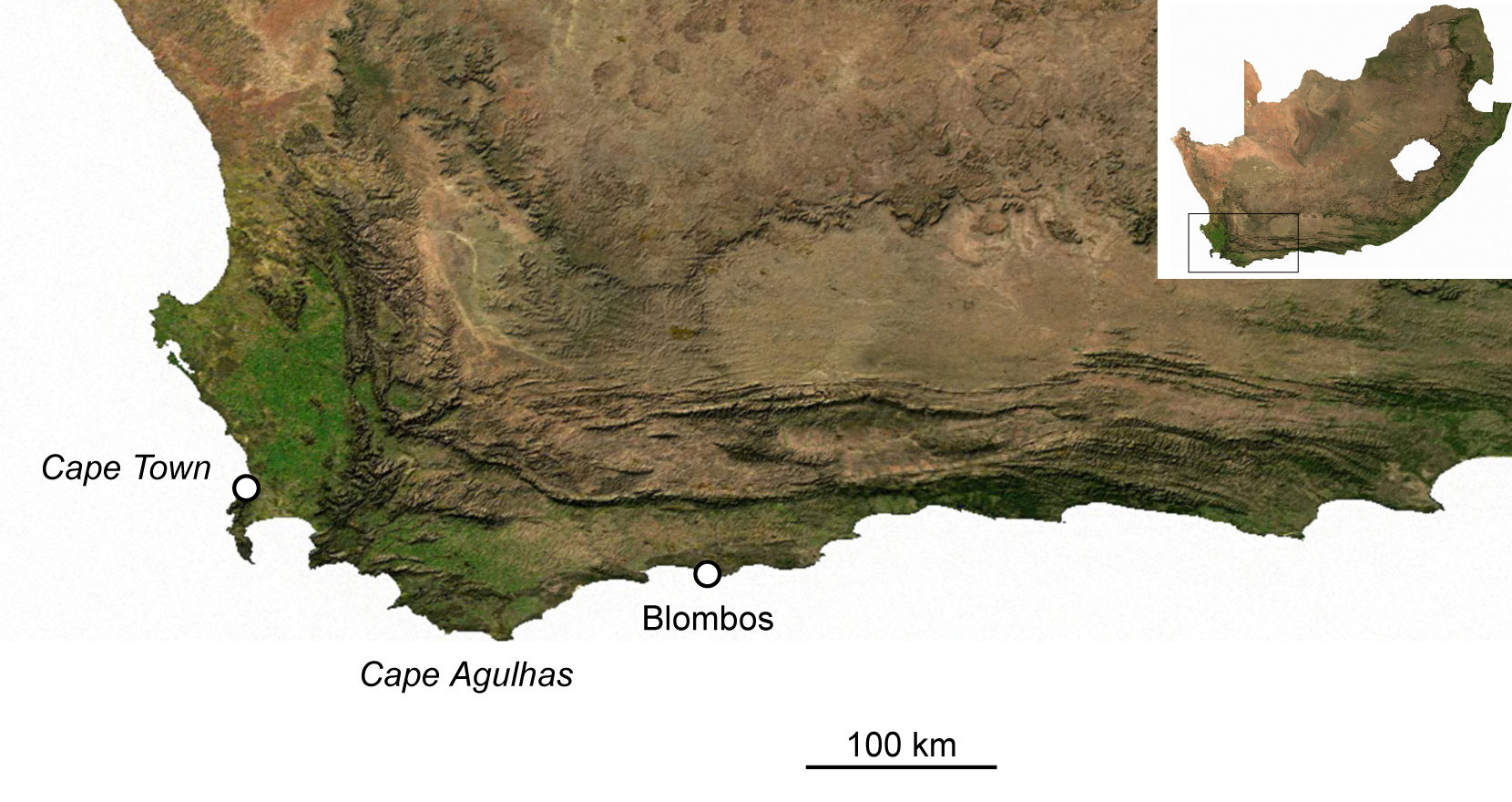

De Blombos-grot ligt op het zuidelijkste puntje van Zuid-Afrika ten oosten van Kaap Agulhas. De grot wordt sinds 1991 wetenschappelijk onderzocht. Er zijn diverse voorwerpen gevonden die een belangrijke wending gaven aan de discussie over het vervaardigen van kunst door de vroege moderne mens (Homo sapiens). Er werden stenen werktuigen en honderden stukken rode oker gevonden.

## Ontdekking en locatie
De grot is een paar honderd meter van de huidige kustlijn gelegen, op 34,5 meter boven zeeniveau. Bij de overgang van het Plioceen naar het Pleistoceen lag de grot op zeeniveau en was door de golfwerking uitgespoeld. Er werden met behulp van de thermoluminescentiedatering meer dan 20 verschillende bodemhorizonten (lagen) aangetroffen die in drie niveaus konden worden verdeeld: (1) ongeveer 75.000 tot 70.000 jaar geleden (fase M1), (2) rond 90.000 en 75.000 jaar oud (M2) en (3) rond 140.000 en 90.000 jaar oud (M3). Tussen de verschillende fases waren er perioden dat de grot onbewoond moet zijn geweest.
De grootvader van de Zuid-Afrikaanse archeoloog Christopher Stuart Henshilwood verwierf in 1961 het land waarin de grot ligt, om er te kunnen hengelen. Christopher was er als tiener vaak op vakantie geweest en had er stenen werktuigen verzameld.

## Archeologische vondsten
Twee van de gegraveerde stukken oker die in de Blombosgrot zijn gevonden, hebben een leeftijd van ongeveer 77.000 jaar. Daarmee zijn ze aanzienlijk ouder dan alle andere bekende paleolithische kunstvoorwerpen uit de Afrikaanse Middle Stone Age (vergelijkbaar met het Midden-paleolithicum in Europa). Feitelijk zijn het de oudste abstracte kunstwerken van de mens. Het betreft X-vormige groeven, die worden doorkruist door drie horizontale lijnen. In 2008 werd gemeld er nog 13 andere stukken oker zijn gevonden die mogelijk zelfs ouder zijn.
In 2011 werd aanvullend bewijs gepubliceerd over het gebruik van oker in de Blombosgrot dat dateerde uit de periode rond 100.000 jaar geleden. In twee Haliotisschelpen werden okerresten ontdekt. De twee schelpen konden worden geïnterpreteerd als een soort voorraaddoosje voor deze kleurstof. Ook werden stenen in dezelfde laag ontdekt die mogelijk werden gebruikt voor het afslijpen van oker. Daarnaast ranke stukken bot met okerresten die waarschijnlijk dienden voor het mengen van kleurstof.
In 2010 publiceerden onderzoekers van de Universiteit van de Witwatersrand in Johannesburg (Zuid-Afrika) en de Universiteit van Colorado te Boulder (VS) de resultaten van een ander opvallend onderzoek. Volgens ervaringen uit de experimentele archeologie kenden de bewoners rond 75.000 jaar geleden de techniek van pressure flaking. Bij deze methode van het maken van stenen werktuigen beheerst de maker heel precies de druk die hij op de steen uitoefent als hij daarvan schilvers afslaat. Tot dan toe gingen archeologen ervan uit dat deze techniek pas 20.000 jaar geleden, dus 55.000 jaar later, bij de mens bekend was. In 2005 werden ook een groot aantal slakkenhuizen met gaatjes en rode oker aangetroffen in de 75.000 jaar oude laag.
Verder werden in de grot tal van botresten gevonden van vissen, schelpdieren en zoogdieren. Daarbij zijn de vroegste aanwijzingen voor het bedrijven van zeevisserij door de mens in het paleolithicum.

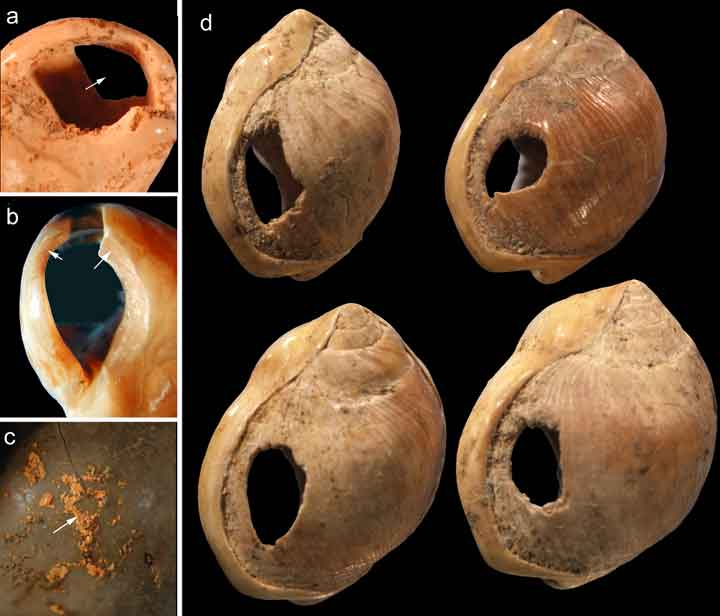
Doorboorde huisjes van zeeslakken uit de Blombos-Grot
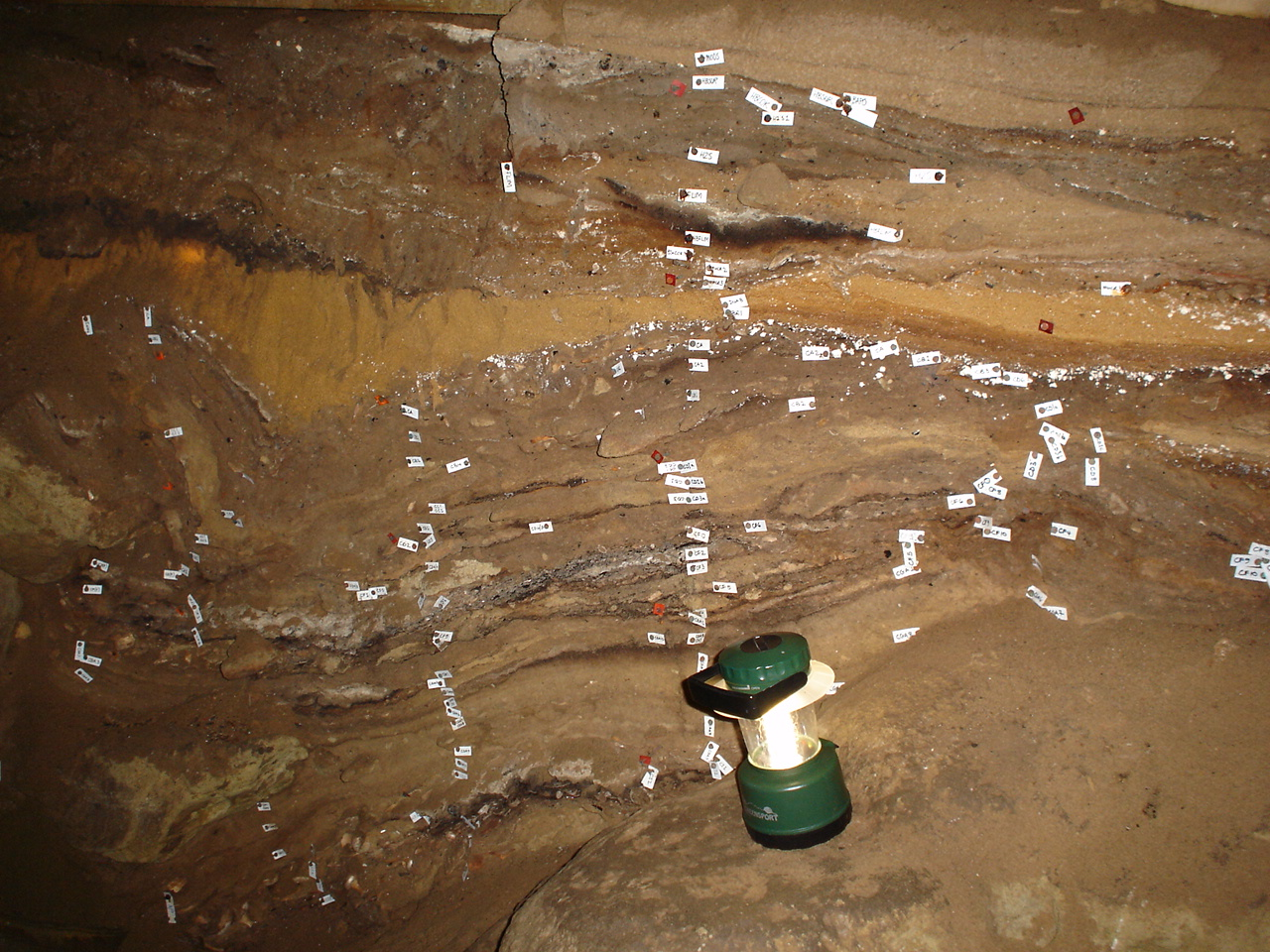
Diverse (gemarkeerde) afzettingslagen in de grot